# Annulation en informatique
 (septembre 2020).
Si vous disposez d'ouvrages ou d'articles de référence ou si vous connaissez des sites web de qualité traitant du thème abordé ici, merci de compléter l'article en donnant les références utiles à sa vérifiabilité et en les liant à la section « Notes et références ».

Boutons de barre d'outils pour GNOME
Annulation
Restauration

L'annulation est, en informatique, une fonctionnalité proposée par la plupart des logiciels modernes, qui permet à l'utilisateur d'annuler la ou les dernières actions qu'il a effectuées, généralement sur un document, afin de le faire revenir à un état antérieur.
Cette fonctionnalité existe aussi dans les wikis.
L'annulation est souvent associée à la restauration, c'est-à-dire la commande inverse, qui permet d'annuler l'annulation, et de revenir à un état plus récent.

## Accès
Les commandes d'annulation et de restauration sont généralement accessibles au sommet du menu « Édition » ; leur libellé comprend souvent le nom de l'action qui va être annulée ou restaurée. Parfois, il existe aussi une commande permettant d'accéder à un historique d'annulation, c'est-à-dire une liste des dernières modifications accomplies, l'utilisateur pouvant alors choisir l'état auquel il souhaite revenir.
Certaines actions ne peuvent pas être annulées, si bien que lorsqu'elles ont été accomplies, le menu d'annulation apparaît ensuite de manière estompée. De même lorsque l'utilisateur tente d'annuler une action trop ancienne (il y a un nombre limite d'actions qui sont enregistrées pour annulation).
Il existe aussi différents raccourcis clavier qui permettent d'annuler ou de restaurer rapidement :
| Opération    | Microsoft Windows | Mac OS      | KDE / GNOME    |
| ------------ | ----------------- | ----------- | -------------- |
| Annulation   | Ctrl + Z          | ⌘ + Z       | Ctrl + Z       |
| Restauration | Ctrl + Y          | ⌘ + Maj + Z | Ctrl + Maj + Z |

Enfin, il existe souvent dans la barre d'outils des boutons permettant d'effectuer ces actions ; ils représentent des flèches en forme d'arc de cercle, habituellement dirigées dans le sens horaire pour la restauration, et anti-horaire pour l'annulation. Une infobulle peut éventuellement indiquer le nom de l'action qui va être annulée ou restaurée.